# 刘家寨墓群
刘家寨墓群，位于中国青海省西宁市彭家寨乡晨光村，为第二批青海省文物保护单位，公布日期为1957年12月13日，类型为古墓葬。
刘家寨墓群的历史年代为汉。